# Villanella

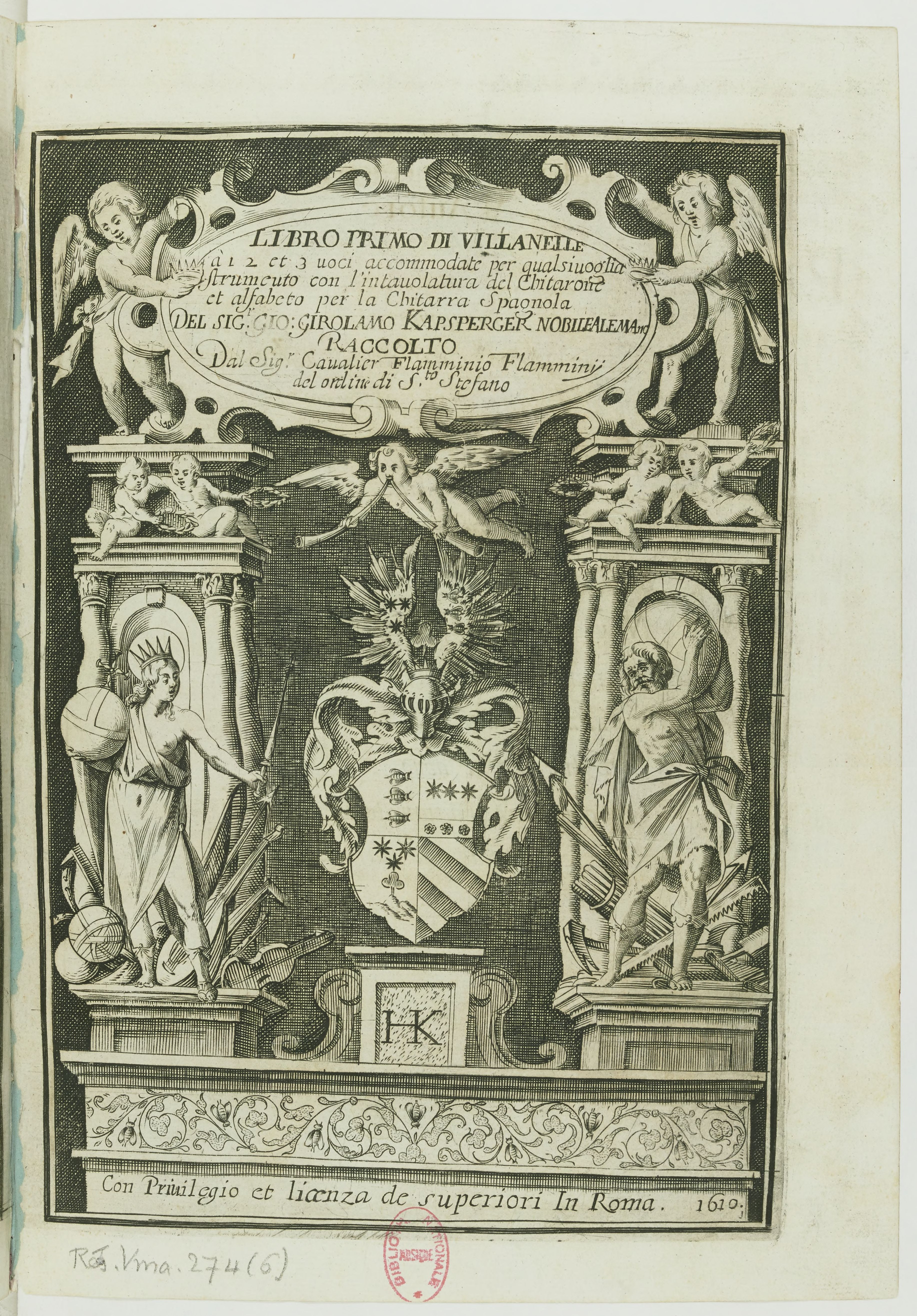
Portada del Libro primo di villanelle a 1, 2 y 3 voces acomodadas a cualquier instrumento con la tablatura para guitarra y abecedario para guitarra española (1610) de J. H. Kapsberger.

La villanella (en plural villanelle), también conocida como villanesca, canzone villanesca alla napolitana, aria napolitana, canzone napolitana, villanella alla napolitana, es un término genérico que fue aplicado en diversos momentos a formas vocales populares del Renacimiento italiano que se originaron en Nápoles y florecieron entre 1537 y 1650. Posteriormente recibió influencia de la canzonetta y más tarde influyó a su vez en el madrigal. Hacia mediados del siglo XVI se convirtió en una de las formas más populares de las canciones italianas.

## Etimología
Villanella deriva de la palabra italiana que hace referencia a una muchacha de pueblo o de la villa. El plural es el vocablo villanelle, que no debe confundirse con la forma poética francesa homónima. La denominación genérica canzona villanesca alla napolitana (canción rústica al estilo napolitano) fue acuñada en Nápoles para marcar la primera edición impresa de un género local (RISM 1537). Se usó constantemente hasta 1565 para describir canciones estróficas escritas para tres o cuatro voces en dialecto napolitano que imitaban o tomaban prestadas conscientemente las tradiciones líricas de la calle y del campo. Los editores venecianos a veces usaban el equivalente local, villotte alla napolitana, como título o subtítulo para sus ediciones de villanescas. El término “villanella” apareció por primera vez en el título de una antología romana de 1555, pero no se aplicó con regularidad hasta que la villanesca fue transformada por compositores del norte de Italia, que preferían el topos o tema literario de la vida pastoril y una dicción más refinada.

## Origen
El origen de la villanesca se apoya en la estructura social de Nápoles, donde nobles, artesanos y sirvientes tenían una larga historia de familiaridad con sus respectivas costumbres musicales y lenguas. Los campesinos de las provincias rurales llegaban a Nápoles atraídos por el floreciente comercio de la lana y la seda, así como por el empleo doméstico en las casas nobles. De la superposición de las fronteras sociales y lingüísticas surgió una lengua vernácula de la ciudad de la que los compositores de villanescas se apropiaron para crear su propia poesía para la música. En las primeras villanescas, los modismos dialectales y literarios confluyen en patrones inconfundibles, lo que confirma su génesis en la cultura popular urbana y deja de lado las teorías románticas sobre su origen "folclórico". En la portada de la Canzone villanesche alla napolitana (RISM 1537) hay una estampa con tres campesinas labrando la tierra, etiquetada claramente como "BAS. CAN. TEN" (“Bas[sus]”, “Can[tus]” y “Te[nor]”). Dispuestas de esta manera, representan la mezcla de las tradiciones orales y escritas. En la primera la música se crea instintivamente de acuerdo con la naturaleza, mientras en la segunda se compone artísticamente conforme a unas reglas. Por otra parte, las campesinas ilustran las tres edades de la mujer, cuyos aspectos se corresponden con los registros vocales. Simbolizan el característico sonido agudo de la villanesca, el cantus en un registro medio y el tenor y el bajo aproximadamente una 5ª más agudo de lo habitual.

## Características musicales
La temática suele ser rústica, cómica o incluso satírica. Alfred Einstein categorizó las canciones rústicas y pastoriles como "formas más ligeras" puesto que representan el reverso cómico del discurso serio del madrigal. Las villanescas pueden ser narradas por amantes torpes que pretenden seducir a mujeres testarudas y mal educadas o que se quejan de decepciones amorosas. A menudo se encuentran parodias de los manierismos que son habituales en los géneros vocales más elevados y sofisticados del momento, como el madrigal.
En los primeros tiempos las villanelle eran siempre a tres voces en textura homofónica sin acompañamiento. Por lo general se trataba de dos voces femeninas y una masculina. La melodía principal se asignaba a la voz más aguda. La música se caracteriza por su sencillez y viveza rítmica, con síncopas danzables y cadencias bien marcadas. Posteriormente se escribieron villanelle a tres voces de naturaleza más estilizada.

### Métrica y forma musical
Los poemas de la villanesca constan por lo general de cuatro estrofas isométricas de entre tres y ocho versos. Einstein propuso la teoría de que la villanesca era inicialmente un strambotto, que era un poema de cuatro pareados endecasílabos (AB), ampliado por la inserción de un estribillo (E): 
(1) AB+E (2) AB+E (3) AB+E (4) CC (o AB)+E. 
Los strambotti dialectales con los esquemas de rima ABABABCC (strambotto toscano) y ABABAB (ottava siciliana) eran los modelos más comunes para los poetas de la villanesca, que conservaban deliberadamente su asonancia y sus coloquialismos. Los modelos de strambotto consisten en gran medida en tópicos y refranes proverbiales encadenados sin un orden concreto, para dar un toque de ingenio en el dístico final. Los poemas de la villanesca también presentan estos rasgos, lo que confirma la línea principal de evolución y la continua asimilación de tradiciones orales. Los estribillos suelen consistir en un verso endecasílabo o en una serie de breves versos polimétricos con rimas cortas y jocosas que evocan el tono humorístico de los cantantes populares.
Hasta 1560 prevalecen tres tipos de esquema de rima en los poemas de la villanesca.
- El tipo predominante tiene un estribillo invariable y en la mayoría de los casos el último verso del pareado y el primero del estribillo comparten rima hasta la estrofa final, por ejemplo ABb ABb ABb CCb o ABbb ABbb ABbb CCbb. Las mayúsculas indican pareados que cambian de contenido y las minúsculas el estribillo invariable.
- En el segundo tipo no hay rima de enlace entre pareado y estribillo, por ejemplo ABc ABc ABc DDc.
- En el tercer tipo el estribillo de la cuarta estrofa se modifica para rimar con el pareado final, por ejemplo ABb ABb ABb CCC.

Entre 1560 y 1570 la villanesca evolucionó hacia un poema sin estribillo, coincidiendo con el cambio de denominación genérica a villanella. Predominan las estrofas cortas, a menudo compuestas por una mezcla libre de versos de siete sílabas y de once sílabas y pareados de rima cambiante, por ejemplo AABB CCDD EEFF GGHH. Cada línea de la estrofa de la villanesca o villanella se corresponde con una frase musical diferente, pero las frases se repiten en muchos patrones diferentes que se resisten a la clasificación. No obstante, existía una fuerte tendencia a repetir la primera y la última frases. De tal manera que una forma muy extendida para una estrofa de tres versos era 1-1 2 3-3, con la frase central de longitud proporcional a las exteriores, y para una estrofa de cuatro versos era 1-1 2 3-4 3-4. Las formas bipartitas como 1-1 2-3 2-3 se incorporaron al repertorio en la década de 1560.

## Compositores y obras
Los primeros compositores eran napolitanos: Giovanni Domenico da Nola y Giovanni Tomaso di Maio. Entre otros compositores posteriores, ya no napolitanos, se encuentran Adrian Willaert, Luca Marenzio, Adriano Banchieri, Orlando di Lasso, que también dejaron producción musical en otras formas y géneros más elevados.

## Discografía
- 1994 –  Lasso: Villanelle, Moresche e Altre Canzone. Concerto Italiano, Rinaldo Alessandrini. Opus 111 30-94
- 1999 –  Napolitane: Villanelle arie moresche (1350-1570). Ensemble Micrologus, Cappella de Turchini. Opus 111 30214.
- 2003 – Villanelle napoletane del XVI secolo. Ensemble San Felice, dir. Giangiacomo Pinardi. Tactus TC500002.
- 2004 – Kapsberger: La Villanella. L'Arpeggiata, dir. Christina Pluhar. Outhere Music.
- 2017 – Erotica Antiqua, Neapolitan Villanellas. Ensemble Arte Musica, Letizia Calandra soprano, Francesco Cera clavecín y director. Brilliant Classics 95448.
- 2020 – Napoli 1534. Tra moresche e villanelle. Nuova Compagnia di Canto Popolare. Squilibri.